# Цзоупин
Цзоупи́н (кит. упр. 邹平, пиньинь Zōupíng) — городской уезд городского округа Биньчжоу провинции Шаньдун (КНР).  Формально он считается городским уездом, подчинённым напрямую правительству провинции Шаньдун (山东省辖县级市), которое делегирует полномочия на управление им городскому округу Биньчжоу (滨州市代管).

## История
В эпоху Чжоу в этих местах существовало удельное владение Цзоу.
При империи Западная Хань были созданы уезды Цзоупин (邹平县) и Лянцзоу (梁邹县). В эпоху Южных и Северных династий при Южной династии Сун уезд Цзоупин был расформирован, и были созданы уезды Уцян (武强县) и Пинъюань (平原县).
При империи Суй в 598 году уезд Пинъюань был переименован в Цзоупин, а уезд Уцян — в Чаншань.
При монгольской империи Юань в 1253 году из частей уездов Цзоупин и Чжанцю был создан уезд Цзидун (齐东县).
В 1943 году уезд Чаншань был переименован в Яонань (耀南县) — в честь командующего Шаньдунской колонны 8-й армии Ма Яонаня, павшего в этих местах в бою с японцами в июле 1937 года. В 1950 году уезду Яонань было возвращено название Чаншань
В 1950 году уезд Цзидун вошёл в состав Специального района Хуэйминь (惠民专区), а уезды Цзоупин и Чаншань — в состав Специального района Цзыбо (淄博专区). В 1953 году уезды Цзоупин и Чаншань были переданы в состав Специального района Хуэйминь. В 1956 году уезд Чаншань был присоединён к уезду Цзоупин, а к уезду Цзидун был присоединён уезд Гаоцин. В 1958 году Специальный район Хуэйминь был объединён с городом Цзыбо в Специальный район Цзыбо (淄博专区), при этом к уезд Цзидун был разделён между уездами Цзоупин и Босин. В 1961 году Специальный район Хуэйминь был восстановлен, и из него был вновь выделен уезд Гаоцин. В 1967 году Специальный район Хуэйминь был переименован в Округ Хуэйминь (惠民地区). В 1992 году округ Хуэйминь был переименован в округ Биньчжоу (滨州地区).
В 2000 году постановлением Госсовета КНР округ Биньчжоу был расформирован, а вместо него был образован городской округ Биньчжоу.
Постановлением Госсовета КНР от 2 июля 2018 года (вступило в силу с 26 октября 2018 года) уезд Цзоупин был преобразован в городской уезд, подчинённый напрямую правительству провинции Шаньдун, которое делегирует управление им властям городского округа Биньчжоу.

## Административное деление
Городской уезд делится на 5 уличных комитета и 11 посёлков.